# Jean Beijens
Jean Louis Henri Beijens ('s-Gravenhage, 23 februari 1835 - Nijmegen, 27 februari 1914) was een Nederlandse verzamelaar van etnografische objecten.
Jean Beijens was de zoon van de ongehuwde Marie Louise Beijens die in 1849 in het huwelijk trad met de veel oudere Jonkheer O.C. Rees van Tets (1787-1861), die Jean evenwel niet echtte. Hij ging in 1850 op 15-jarige leeftijd als gewoon soldaat onder dienst voor een contractperiode van tien jaar. Op zijn 23ste werd hij gedetacheerd bij het Nederlands-Indische leger en vertrok hij naar Nederlands-Indië; hij was toen tweede luitenant der infanterie. In Indië nam hij onder bevel van generaal Andresen deel aan de militaire strafexpedities naar het opstandige sultanaat Banjarmasin in Borneo.
In januari 1861 kreeg hij verlof om naar Nederland terug te keren waar hij zijn ontslag uit dienst aanvroeg, zijn tien jaar zaten er ruimschoots op. Na de dood van haar echtgenoot werd Jean door zijn moeder wél erkend als een wettige erfgenaam en kon hij delen in het ruime familiekapitaal. In 1863 trouwde hij en kreeg vier kinderen. In 1895 vestigde hij zich Nijmegen, na een tijd in Brussel te hebben gewoond waar hij vice-consul was. Al die tijd - zo lijkt het - was Beijens een man in bonus, hij kon leven van zijn geld en daarmee ook nog aardige dingen doen. Behalve verzamelaar hield hij zich ook onledig met het schilderen van traditionele, romantische landschapjes. Ook componeerde hij (onder meer?) "Aan het Neerlandsch-Indisch Leger: MADJOE. Marsch voor piano".

## Collectie Beijens
Beijens legde een uitgebreide verzameling etnografische objecten aan, bestaande uit wapens, tribale kunst, historische objecten en naturalia, waarvan de meeste uit Nederlands-Indië en Nieuw-Guinea kwamen. Hoogstwaarschijnlijk heeft hij zijn eerste verzamelobjecten als militair in Indië verworven, later in Nederland kocht hij bij handelaars.
In 1912, twee jaar voor zijn dood, vermaakte Beijens zijn hele collectie van vierentwintighonderd voorwerpen aan de gemeente Nijmegen om ze te laten opnemen in het gemeentemuseum. Later werd de 'collectie Beijens' het belangrijkste bezit van het in 2005 gesloten Nijmeegs Volkenkundig Museum, dat in 2002-2003 een tentoonstelling wijdde aan deze collectie: J.L.H. Beijens (1835-1914) - het leven van zijn verzameling. In december 2010 is de collectie Beijens toegevoegd aan de collectie van museum Bronbeek in Arnhem.

## Trivia
Na de schenking van zijn verzameling aan de gemeente Nijmegen werd uit erkentelijkheid een straat naar hem genoemd: de Beijensstraat.